# Leizers Kopelovičs
Leizers Kopelovičs (niem. Lazar Kopelowitsch, ur. 10 grudnia 1902 w Rzeżycy, zm. 1941 w Windawie) – łotewski lekarz psychiatra, psychoterapeuta, publicysta, uczeń Hansa Lungwitza i reprezentant jego szkoły psychobiologii.
Syn Mendla Salomonowicza i Beili Jankielewny. Ukończył gimnazjum w Windawie, od 1919 do 1926 studiował na Uniwersytecie Łotwy. Po ukończeniu studiów podjął pracę w szpitalu żydowskim „Bikur Cholim” w Rydze jako wolontariusz. Po 1927 miał własną praktykę lekarską w Windawie. W 1928 specjalizował się w chorobach dziecięcych i kobiecych w Królewcu. W 1930 roku specjalizował się w psychoterapii w Berlinie. Zginął w 1941 roku z rąk nazistów.

## Wybrane prace
- Hans Lungwitz und seine Lehre (1931)
- Heilen durch Erkenntnis. Brucke-Verl. K. Schmersow, 1933
- Нервность и ее лечение: Популярный очерк. Рига, 1936
- Anthropologische Medizin? Psychiatr. Neurol. Wochenschrift. Nr. 4, 1937
- Основы изучения познательной функции мозга. Рига, 1939